# Splachnales
Splachnales là một bộ rêu trong ngành Bryophyta.